# کابرا دل سانتو کریستو
کابرا دِل سانتو کریستو (به اسپانیایی: Cabra del Santo Cristo) یکی از دهستان‌های استان خائن در کشور اسپانیا است. این شهر با مساحت ۱۸۶ کیلومتر مربع،  ۲۰۳۴ تن جمعیت دارد.